# Кутеней Айс
«Кутеней Айс» (англ. Kootenay Ice) — юниорский хоккейный клуб, выступавший в Западной хоккейной лиге (WHL) в 1998—2019 годах. Клуб располагался в городе Крэнбрук, провинция Британская Колумбия, Канада.

## История
Клуб был основан в 1996 году под названием «Эдмонтон Айс» и базировался в Эдмонтоне. Два сезона спустя команда переехала в Крэнбурк и получила своё нынешнее название. 
Команда трижды выигрывала чемпионский титул WHL — в 2000, 2002 и 2011 гг. В 2002 г. «Айс» также покорился Мемориальный кубок — главный трофей североамериканского молодёжного хоккея.
В 2017 году клуб был продан компании, базирующейся в Виннипеге, и в 2019 году переехал в Виннипег и ныне выступает под названием «Виннипег Айс».
Единственным российским хоккеистом, игравшим в «Кутеней Айс», был защитник Ринат Валиев (2013—2015).

## Известные игроки
- Джереми Яблонски (1997—1999)
- Стив Маккарти (1997—2000)
- Джаррет Столл (1998—2002)
- Майк Комри (2000)
- Марек Сватош (2000—2002)
- Найджел Доуз (2001—2004)
- Джефф Гласс (2002—2005)
- Роман Полак (2004—2005)
- Брэйден Макнэбб (2007—2011)
- Сэм Райнхарт (2010—2015)